# Listă de localități din raionul Telenești
Această listă conține satele și orașele din raionul Telenești, Republica Moldova.
| Denumire        | oraș / centru de comună / sat |
| --------------- | ----------------------------- |
| Bănești         | centru de comună              |
| Băneștii Noi    | sat în comuna Bănești         |
| Bogzești        | sat (comună)                  |
| Bondareuca      | sat în comuna Zgărdești       |
| Brînzenii Noi   | centru de comună              |
| Brînzenii Vechi | sat în comuna Brînzenii Noi   |
| Budăi           | sat (comună)                  |
| Căzănești       | centru de comună              |
| Chersac         | sat în comuna Negureni        |
| Chiștelnița     | sat (comună)                  |
| Chițcanii Noi   | sat în comuna Chițcanii Vechi |
| Chițcanii Vechi | centru de comună              |
| Ciofu           | sat în comuna Zgărdești       |
| Ciulucani       | sat (comună)                  |
| Cîșla           | sat (comună)                  |
| Codru           | sat în comuna Mîndrești       |
| Codrul Nou      | sat (comună)                  |
| Coropceni       | sat (comună)                  |
| Crăsnășeni      | sat (comună)                  |
| Cucioaia        | sat în comuna Ghiliceni       |
| Cucioaia Nouă   | sat în comuna Ghiliceni       |
| Dobrușa         | sat în comuna Negureni        |
| Flutura         | sat în comuna Tîrșiței        |
| Ghermănești     | sat în comuna Suhuluceni      |
| Ghiliceni       | centru de comună              |
| Hirișeni        | sat (comună)                  |
| Hîrtop          | sat în comuna Pistruieni      |
| Inești          | sat (comună)                  |
| Leușeni         | sat (comună)                  |
| Mihălașa        | sat în Telenești              |
| Mihălașa Nouă   | sat în Telenești              |
| Mîndra          | sat în comuna Ratuș           |
| Mîndrești       | centru de comună              |
| Negureni        | centru de comună              |
| Nucăreni        | sat (comună)                  |
| Ordășei         | sat (comună)                  |
| Pistruieni      | centru de comună              |
| Pistruienii Noi | sat în comuna Pistruieni      |
| Ratuș           | centru de comună              |
| Sărătenii Noi   | sat în comuna Ratuș           |
| Sărătenii Vechi | centru de comună              |
| Scorțeni        | sat (comună)                  |
| Suhuluceni      | centru de comună              |
| Telenești       | oraș, reședință de raion      |
| Tîrșiței        | centru de comună              |
| Țînțăreni       | sat (comună)                  |
| Vadul-Leca      | sat în comuna Căzănești       |
| Vadul-Leca Nou  | sat în comuna Căzănești       |
| Văsieni         | sat (comună)                  |
| Verejeni        | sat (comună)                  |
| Zahareuca       | sat în comuna Sărătenii Vechi |
| Zăicani         | sat în comuna Ratuș           |
| Zăicanii Noi    | sat în comuna Ratuș           |
| Zgărdești       | centru de comună              |